# Velvia

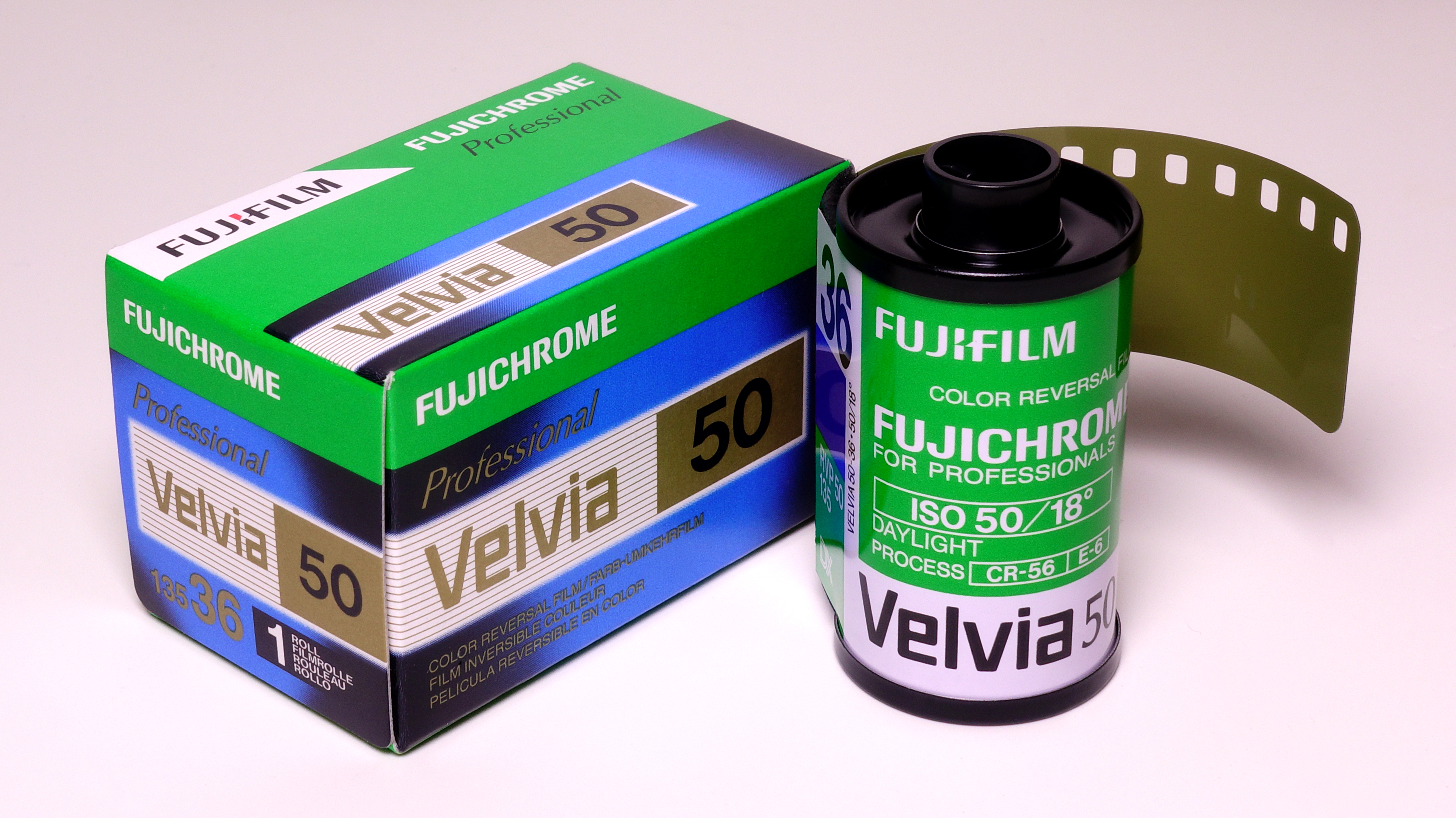
Velvia 50

Velvia è una celebre famiglia di pellicole fotografiche professionali con bilanciamento daylight prodotte dalla casa giapponese Fujifilm. Il nome è una contrazione di "Velvet Media", dove velvet ("velluto") è un riferimento alla morbidezza delle immagini create con questa pellicola.
La serie Velvia fu introdotta sul mercato nel 1990, e rapidamente sostituì la precedente serie Kodachrome 25 come standard industriale per la fotografia ad alta definizione. Molti fotografi professionisti considerano l'avvento della serie Velvia come la fine di un'epoca della fotografia, l"era Kodachrome". In seguito, la Kodak cercò di recuperare la propria posizione di leader del settore con le serie Kodachrome 64 e 200, e con la Ektachrome Panther 50-x. Quest'ultima aveva la stessa sensibilità nominale della Velvia, e soprattutto si sviluppava anch'essa in E6 anziché nel complesso procedimento di sviluppo specifico per Kodachrome.
In generale, si riconosce alla serie Velvia una riproduzione fedele e luminosa dei colori, e una grana molto fine (la velocità della pellicola a parità di grana, rispetto alle serie precedenti, è circa doppia). Inoltre, le pellicole Velvia sono note per l'altissima risoluzione; una foto scattata con un obiettivo di qualità e pellicola Velvia può avere una risoluzione corrispondente a più di 25 megapixel.

## Caratteristiche dell'immagine
Le foto scattate con rullini Velvia in condizioni di luce solare sono caratterizzate da colori saturi, elevato contrasto e forte nitidezza. Per questi motivi, viene spesso indicata per la fotografia naturalistica professionista; alcuni endorser celebri sono John Shaw e Galen Rowell. Shaw, in particolare, specializzato nella riproduzione ravvicinata di fiori, ha sostenuto che le pellicole Velvia hanno una resa del colore viola senza precedenti.
Vi sono tuttavia anche fotografi professionisti che considerano la saturazione delle immagini ottenute con pellicole Velvia eccessiva. In particolare, la saturazione del colore della pelle rende questa pellicola poco adatta per ritratti. I detrattori delle pellicole Velvia spesso usano l'espressione "Disney-chrome" per riferirsi a questi toni saturi, ritenuti troppo da cartoon.

## Sensibilità
Le prime Velvia avevano una sensibilità di 50 ISO. Nel 2002, Fuji ha introdotto Velvia 100F, caratterizzata da colori saturi e contrasto minore. Nel 2005 è stata commercializzata la Velvia 100. Tuttavia, le sempre crescenti richieste di molti professionisti hanno convinto la Fuji a riprendere la produzione della Velvia 50.

## Esposizione
Un problema noto della Velvia 50 è un marcato difetto di reciprocità sulle lunghe esposizioni. Oltre i 4 secondi di esposizione, questo tipo di pellicola rende necessario l'uso di un filtro blu; esposizioni sopra i 32 secondi sono "non raccomandate" da Fuji. Il problema è minore (ma persiste in qualche misura) con Velvia 100.
Alcuni professionisti espongono la Velvia 50 ad una sensibilità di 32 o 40 ISO, anziché a quella nominale 50 ISO. A tal proposito, nel 1995 la Fuji dichiarò che la sensibilità effettiva della Velvia 50 era pari a quella nominale, a condizione che la pellicola venisse sviluppata di conseguenza: il procedimento necessario presenta delle differenze rispetto al normale E6, in particolar modo la prima fase dello sviluppo deve durare qualche minuto in più.